# Stefano Barba
Stefano Barba (Roma, 10 de enero de 1964) es un exjugador italiano de rugby que se desempeñaba como centro.

## Selección nacional
Fue convocado a los Azzurri por primera vez en abril de 1985 para enfrentar a los Stejarii. Fue un jugador regular en su seleccionado y disputó su último partido en junio de 1993 ante el XV del León. En total jugó 35 partidos y marcó siete tries para un total de 30 puntos (un try valía 4 puntos hasta 1993).

### Participaciones en Copas del Mundo
Disputó las Copas del Mundo de Nueva Zelanda 1987 e Inglaterra 1991 donde marcó el primer try italiano de aquel torneo; a las Águilas. En ambos torneos la Azzurri fue eliminada en fase de grupos.
| Mundial                       | Sede          | Resultado    | PJ | Tries |
| ----------------------------- | ------------- | ------------ | -- | ----- |
| Copa Mundial de Rugby de 1987 | Nueva Zelanda | Primera fase | 2  | 0     |
| Copa Mundial de Rugby de 1991 | Inglaterra    | Primera fase | 2  | 1     |

## Palmarés
- Campeón del Eccellenza de 1983-84, 1984-85, 1985-86, 1990-91 y 1992-93.